# Axel Meyer (Biologe)
Axel Meyer (* 4. August 1960 in Mölln) ist Evolutionsbiologe an der Universität Konstanz.

## Akademische Karriere
Nach dem Besuch des Katharineums zu Lübeck absolvierte er von 1979 bis 1982 sein Grundstudium der Biologie an der Universität Marburg. Fürs Hauptstudium wechselte er 1982 zunächst an die Universität Kiel, noch im selben Jahr dann, gefördert durch ein Fulbright-Stipendium, an die University of Miami und 1983 an die University of California, Berkeley, wo er (nach einem Akademischen Jahr 1986–87 an der Harvard University im Labor von Karel Liem) seinen PhD im Fachbereich Zoology an der University of California 1988 abschloss.
Im letzten Jahr seiner Doktorarbeit forschte er bei Allan C. Wilson (1934–1991) an der University of California at Berkeley im Fachbereich für Biochemie. Anschließend arbeitete er als Postdoc, gefördert durch ein Stipendium der Alfred P. Sloan Foundation in Molecular Evolution, bis 1990 bei Allan C. Wilson. 1990 wurde er Assistant Professor an der State University of New York at Stony Brook am Department für Ökologie und Evolution, die ihn 1993 zum Associate Professor ernannte. Die Universität Konstanz berief ihn 1997 als Nachfolger von Hubert Markl auf den Lehrstuhl für Zoologie und Evolutionsbiologie. Während der Zeit als Postdoc gehörte er zu einem Team, mit u. a. Svante Pääbo, Thomas C. Kocher und Scott Edwards, das ein Protokoll zur direkten Sequenzierung von PCR Produkten entwickelte. Diese Publikation wurde mit über 4000 Zitaten zu einem Zitationsklassiker, weil die Methodik und die entwickelten PCR-Primer zu einem Standard in der molekularen Systematik und molekularen Evolutionsbiologie geworden sind.
Meyer zählt zu den meistzitierten und einflussreichsten Evolutionsbiologen auf den Gebieten der evolutionären Genetik, vergleichenden Genomik und molekularen Evolution.

## Forschungsgebiet

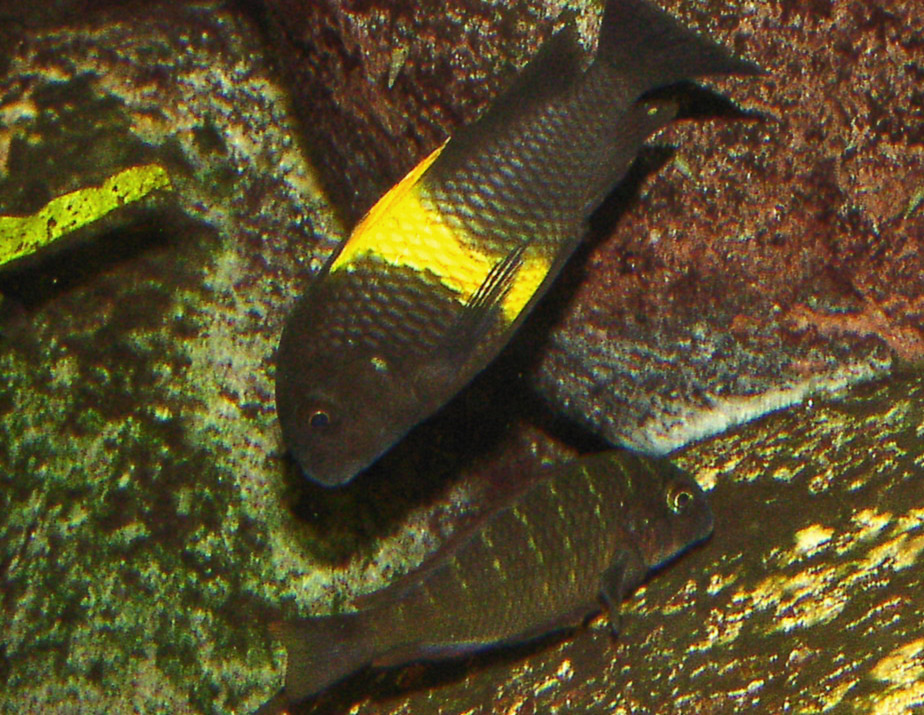
Tropheus spec. „Kiriza“ und Tropheus moorii „Kachese“ (unten), Buntbarsche aus dem Tanganjikasee

Axel Meyer befasst sich vor allem mit den Prozessen der Artbildung und genomischen Basis von Adaptationen. Die Evolutionsprozesse und Systematik vor allem von Buntbarschen der afrikanischen Seen wie dem Viktoriasee, dem Tanganjikasee und dem Malawisee wurden durch seine Forschung maßgeblich vorangetrieben. Er konnte zeigen, dass sich die Artengruppen der einzelnen Seen in ihren vielfältigen verhaltensbiologischen und morphologischen Anpassungen jeweils aus unterschiedlichen Stammarten entwickelt haben müssen und dabei einen sehr hohen Grad an Konvergenzen zeigen. Für die rapide Speziationsgeschwindigkeit sind nach Meyer mehrere aufeinanderfolgende Austrocknungsereignisse sowie andere Formen der zeitweiligen Separation der Fischpopulationen verantwortlich.
Meyers Forschung zeigte, entgegen einem alten Dogma seines Lehrers und Mentors Ernst Mayr, dass sympatrische Artbildung, das Entstehen neuer Arten ohne geographische Barrieren, durchaus möglich ist. Empirische Beispiele aus Meyers Forschung für sympatrische Artbildung sind die parallel evolvierten Artenschwärme von Buntbarschen der Kraterseen in Nicaragua.
In einer Reihe von Publikationen, basierend auf DNS-Sequenzanalysen (schon seit 1990) konnte Meyer zeigen, dass Lungenfische und nicht die Quastenflosser (Latimeria) die nächsten lebenden Verwandten der Landwirbeltiere sind. Er war auch Teil des Konsortiums, das das komplette Genom des Quastenflossers sequenziert hat.
In der Genomik und molekularen Evolution hat Meyer wichtige Beiträge zum besseren Verständnis der Bedeutung von Gen- und Genomduplikationen geleistet. Sein Labor erkannte als erstes mit Jochen Wittbrodt und Manfred Schartl, dass der Vorfahre aller modernen Fische (Teleostier) eine komplette Genomduplikation durchgemacht hat und damit Teleostier ursprünglich doppelt so viele Gene hatten wie der Vorfahre der Landwirbeltiere, inklusive des Menschen. Ferner zeigten mehrere Studien die unterschiedliche Evolution von duplizierten Genen bezüglich Evolutionsgeschwindigkeit und Funktionswandlung paraloger Gene. Zusammen mit Yves Van de Peer konnte er zeigen, welche wichtige Rolle Genomduplikationen insbesondere in der Evolution von Pflanzen hatten.
Einen wichtigen Aspekt seiner Forschung stellen molekularbiologische Untersuchungen dar, mit denen die Verwandtschaften der einzelnen Arten getestet werden Zardoya und Meyer waren die ersten, die mit molekularen Daten die nahe Verwandtschaft von Schildkröten mit den Archosauria (Vögeln und Krokodilen) zeigten. Auch die Verwandtschaft unter den Amphibien wurde untersucht und dabei die Batrachia-Hypothese (ein Schwestergruppenverhältnis von Froschlurchen und Schwanzlurchen) unterstützt.
In Zusammenarbeit mit dem Labor von Thomas Elbert forscht Meyer auch zur Epigenetik, wie sich Auswirkungen von Stress und Trauma so von Müttern auf ihre Kinder vererben können. Sie konnten zeigen, dass Traumata und Stress während der Schwangerschaft noch im Alter von über 18 Jahren in epigenetischen Markern sichtbar sind.

## Auszeichnungen und Mitgliedschaften
Für seine wissenschaftliche Arbeit erhielt Axel Meyer eine Reihe von nationalen und internationalen Auszeichnungen.
- 1982–84: Fulbright Fellowship (German and American Governments)
- 1985: Margarete T. Kirby Award in Zoology, University of California, Berkeley
- 1985: Excellence in Teaching Award in Zoology, University of California, Berkeley
- 1986: University of California Presidential Fellowship
- 1987: Raney Award, American Society of Ichthyologists and Herpetologists
- 1988: Kofoid Award in Zoology, University of California, Berkeley
- 1988: Alfred P. Sloan Postdoctoral Fellowship in Molecular Evolution.
- 1990: Young Investigator Award, American Society of Naturalists
- 1987: Ernst Mayr Award der Harvard University
- 1996: John Simon Guggenheim Memorial Fellowship
- 1996: Miller Fellowship – Visiting Research Professorship, Dept. of Integrative Biology and Dept. of Molecular and Cell Biology, University of California, Berkeley
- 2000: Akademiepreis der Berlin-Brandenburgischen Akademie der Wissenschaften
- 2007: ISI Highly Cited – the World’s 250 most cited researchers in Plant & Animal Sciences
- 2007: „Hot 100“ authors of BioMed Central journals
- 2008: Mitglied der European Academy of Sciences and Arts
- 2008: EMBO Communication Award in the life sciences für seine Bemühungen um die Kommunikation mit der Öffentlichkeit.[22]
- 2009: Mitglied der Berlin-Brandenburgische Akademie der Wissenschaften.[23]
- 2009: Mitglied der Leopoldina.[24]
- 2009: Mitglied der European Molecular Biology Organization.[25]
- 2009: Carus-Medaille der Leopoldina
- 2012: Mitglied der Academia Europaea.[26]
- 2012: Hector Wissenschaftspreis[27]
- 2013: Mitglied der Hector Fellow Academy.[28]
- 2017: Die 500 wichtigsten Intellektuellen. Cicero Magazin für Politische Kultur.
- 2017: Radcliffe Fellowship an der Harvard Universitys Radcliffe Institute for Advanced Study.[29]
- 2018: Luigi Tartufari Int. Prize in Molecular, Cellular, Evolutionary Biology, of the Accademia Nazional Dei Lincei (the Italian Academy of Sciences).
- 2019: Mitglied der American Academy of Arts and Sciences.
- Mitglied einer Reihe von wissenschaftlichen Fachgesellschaften
- Mitarbeit im Editorial Board mehrerer Fachzeitschriften der Zoologie, Evolutionsbiologie und Molekularbiologie.
- Mitglied des Beirates der evolutionär-humanistischen Giordano-Bruno-Stiftung.

## Umstrittene Positionen
Bundesweit Schlagzeilen machte Meyer 2004, als Mitarbeiter über die Arbeitsatmosphäre klagten und die Universität eine Untersuchung einleitete.
2015 bezeichnete Axel Meyer die heutigen Studenten an deutschen Universitäten als verwöhnte Kinder, denen von „Helikoptereltern“ und aus den „tiefen Taschen des Steuerzahlers im kuscheligen Wohlfahrtsstaat“ der „Hintern gepudert und mit viel Fürsorge und Verständnis jede Faulheit und Inkompetenz vergeben würde“. Nachdem zwei Tage vor einer Klausur in sein Büro an der Universität Konstanz eingebrochen worden war und die herbeigerufene Polizei ihn darüber informiert hatte, dass gelegentlich in die Büros von Professoren eingebrochen werde, um Klausuren zu stehlen, wollte Meyer in dem Artikel die Möglichkeit nicht mehr ausschließen, dass dies auch bei ihm der Fall gewesen sei. Er warf in seinem Artikel die Frage auf „Würden Studenten ins Büro eines Professors einbrechen, um das Klausurthema zu stehlen?“ und führte dann weiter aus: „Zumindest würde es mich nicht wundern, wenn dem so wäre.“
Der damalige Rektor der Universität Konstanz, Ulrich Rüdiger, bezeichnete mehrere Stellen in Meyers Artikel „als diffamierend und beleidigend“ und ließ mögliche Konsequenzen gegenüber Meyer prüfen. Es gab jedoch keine dienstrechtlichen Konsequenzen. In einem Rundbrief an die Professoren der Universität führte Rüdiger aus, Meyer habe in der Öffentlichkeit mehrere „unwahre Tatsachenbehauptungen über die Gegebenheiten an der Universität Konstanz verbreitet“. Meyer entschuldigte sich für seine Wortwahl in der Glosse in der FAZ.

## Veröffentlichungen und wissenschaftlicher Wirkungskreis

### Wissenschaftskommunikation in der Presse
Mit über 70 Beiträgen in großen deutschen Tageszeitungen, wie beispielsweise Die Zeit oder die Frankfurter Allgemeine Zeitung, ist Axel Meyer in der Wissenschaftskommunikation sehr aktiv.
Auswahl an Veröffentlichungen:
- Adams Apfel und Evas Erbe. Wie die Gene unser Leben bestimmen und warum Frauen anders sind als Männer. Mit einem Vorwort von Harald Martenstein. Bertelsmann, München 2015, ISBN 978-3-570-10204-6 (eingeschränkte Vorschau in der Google-Buchsuche).
- Algenraspler, Schneckenknacker, Schuppenfresser. Axel Meyer über den evolutionären Erfolg der Buntbarsche. Audio-CD, 79 Minuten und Booklet, 16 Seiten. Konzeption, Regie und Produktion: Klaus Sander. Erzähler: Axel Meyer. supposé, Berlin 2008, ISBN 978-3-932513-86-2.
- Evolution ist überall. Gesammelte Kolumne „Quantensprung“ des Handelsblattes. Böhlau, Wien u. a. 2008, ISBN 978-3-205-77771-7.
- Die Metamorphosen. In: Die Zeit. Nr. 14, 25. März 2004 (Rezension von Christiane Nüsslein-Volhards Das Werden des Lebens).
- als Herausgeber mit Yves van de Peer: Genome Evolution. Gene and Genome Duplications and the Origin of Novel Gene Functions. Kluwer Academic Publishers, Dordrecht u. a. 2003, ISBN 1-4020-1021-4.

### Wissenschaftlicher Wirkungskreis
Mit einem Google Scholar h-Index von 112 gehört Axel Meyer zu den 30 meistzitierten Evolutionsbiologen weltweit. Er hat über 400 wissenschaftliche Artikel in den Forschungsbereichen Zoologie, Phylogenetik, evolutionäre Entwicklungsbiologie, molekulare Evolution und vergleichende Genomik publiziert, darunter ein PCR-Protokoll aus dem Jahr 1989, das inzwischen zu den Zitationsklassikern gehört. Mehr als 20 seiner wissenschaftlichen Aufsätze wurden in Nature veröffentlicht, der weltweit meistzitierten interdisziplinären Wissenschaftszeitschrift; neun erschienen in Science.